# Такума Асано
Такума Асано (јап. 浅野 拓磨; Комоно, 10. новембар 1994) јапански је фудбалер који игра на позицији нападача. Тренутно наступа за Мајорку.

## Клупска каријера

### Јапан
Професионалну каријеру је почео у екипи Санфрече Хирошима. Дебитовао је за први тим овог клуба током 2013. године. То му је био и једини наступ у овој сезони у којој је екипа из Хирошиме освојила јапанску Џеј лигу. Поново је био шампион Јапана 2015. године када је имао далеко већу улогу. Одиграо је 34 првенствене утакмице у овој сезони, уз девет постигнутих голова, па је добио награду за најбољег новајлију у јапанској лиги.
Поред две титуле са екипом Санфрече Хирошима је освојио и три јапанска Суперкупа.

### Арсенал
У јулу 2016. године је потписао уговор са Арсеналом. Ипак, није добио прилику да заигра за лондонски клуб пошто му је одбијена радна дозвола.

#### Позајмице у Немачкој
Дана 26. августа 2016. године је прослеђен на позајмицу у немачког друголигаша Штутгарт. Одиграо је 26 првенствених утакмица за Штутгарт, уз четири постигнута гола, а клуб је освајањем првог места изборио повратак у Бундеслигу Немачке. У јуну 2017. године позајмица је продужена на још годину дана. Током друге сезоне у Штутгарту, Асано је имао углавном статус резервисте и наступио је на 15 бундеслигашких утакмица, уз један постигнут гол. Све наступе у овој сезони је забележио током јесењег дела шампионата док у пролећном делу није провео ни минут на терену. Током марта и априла 2018. је одиграо и две утакмице за Штутгартов други тим у четвртом рангу такмичења.
Крајем маја 2018. године, Арсенал је поново послао Асана на позајмицу, овога пута у Хановер. У дресу Хановера је наступио на само 13 бундеслигашких утакмица а на терен је излазио и два пута у Купу Немачке, уз један постигнут гол на утакмици прве рунде против Карлсруеа.

### Партизан
Дана 31. јула 2019. године је потписао трогодишњи уговор са београдским Партизаном. Представљен је три дана касније и задужио је дрес са бројем 11. Овим потписом, Асано је постао први Јапанац у историји Партизана. Дебитовао је 8. августа на утакмици са Малатијаспором у трећем колу квалификацијама за Лигу Европе. Ушао је на терен на почетку другог полувремена уместо Филипа Стевановића и већ у 67. минуту је постигао свој први гол за клуб. Партизан је елиминисао Малатију а потом и норвешки Молде па је тако изборио пласман у групну фазу Лиге Европе где су му противници били Манчестер јунајтед, АЗ Алкмар и Астана. Асано је наступио на свим европским утакмицама за Партизан у овој сезони а био је још стрелац у ремију са екипом АЗ-а у Алкмару (2:2) и у победи над Астаном (4:1) у Београду. Партизан је такмичарску 2019/20. у Суперлиги Србије завршио на другом месту, иза Црвене звезде, а Асано је на 23 првенствене утакмице постигао четири гола. Наступио је и на четири утакмице у Купу Србије, уз два постигнута гола, оба на четвртфиналној утакмици са Радником у Сурдулици. Ипак, Партизан у Купу није успео да освоји трофеј пошто је у финалној утакмици поражен од новосадске Војводине након извођења једанаестераца.
У сезони 2020/21. Партизан није изборио групну фазу Лиге Европе. Након елиминисања летонског РФС-а и румунског Светог Ђорђа, клуб је у одлучујућој утакмици поражен од белгијског Шарлроа. Асано је наступио на све три европске утакмице (играо се само по један меч због пандемије), није постигао гол али је забележио асистенцију Сејдуби Суми за једини гол у поразу од Шарлроа 2:1 након продужетака. Партизан је такмичарску 2020/21. у Суперлиги Србије завршио поново на другом месту иза Црвене звезде а Асано је на 33 одигране утакмице постигао 18 голова. Овим учинком је заузео друго место на листи стрелаца домаћег шампионата, иза Милана Макарића из Радника. Јапанац је наступио и на четири утакмице у Купу, уз три постигнута гола, по један Бачки, Металцу и Вождовцу. Ипак, није играо у финалу са Црвеном звездом пошто је у међувремену напустио клуб. Он је, наиме, 2. маја 2021. објавио да раскида уговор због неисплаћених зарада. Асано је за две сезоне у Партизану одиграо укупно 77 такмичарских утакмица уз 30 постигнутих голова.

### Бохум
У јуну 2021. године је као слободан играч потписао трогодишњи уговор са немачким Бохумом.

## Репрезентација
Наступао је за репрезентацију Јапана на Олимпијским играма 2016. у Рију. Постигао је два гола на олимпијском турниру а Јапан је елиминисан након групне фазе.
За сениорску репрезентацију Јапана је дебитовао 2015. године, током селекторског мандата Вахида Халилхоџића. Први гол у дресу сениорске репрезентације је постигао 3. јуна 2016. у победи над Бугарском 7:2 на Кирин купу. Био је на ширем списку играча за Светско првенство 2018. у Русији али се није нашао међу коначним путницима за Мундијал.

### Наступи по годинама
Ажурирано 9. септембра 2023.
| Репрезентација | Година | Утакмице | Голови |
| -------------- | ------ | -------- | ------ |
| Јапан          | 2015.  | 3        | 0      |
| Јапан          | 2016.  | 7        | 2      |
| Јапан          | 2017.  | 7        | 1      |
| Јапан          | 2018.  | 1        | 0      |
| Јапан          | 2019.  | 2        | 1      |
| Јапан          | 2020.  | 2        | 0      |
| Јапан          | 2021.  | 10       | 2      |
| Јапан          | 2022.  | 9        | 2      |
| Јапан          | 2023.  | 4        | 1      |
| Укупно         | Укупно | 45       | 9      |